# Ludovico Trevisan
Ludovico Trevisan (ur. 15 listopada 1401, zm. 22 marca 1465) – włoski kardynał. Jego nazwisko niekiedy podawane jest błędnie jako Scarampi-Mezzarota.

## Życiorys
Pochodził z Wenecji. Studiował medycynę na Uniwersytecie w Padwie, uzyskując doktorat w 1425. Początkowo był lekarzem i sekretarzem kardynała Gabriele Condulmera, następnie został żołnierzem, walcząc pod rozkazami biskupa-kondotiera Giovanniego Vitelleschiego (przyszłego kardynała), by ostatecznie wybrać stan duchowny.
W 1435 wybrano go biskupem Trogir, dwa lata później przeniesiono go na arcybiskupstwo Florencji, a w grudniu 1439 do patriarchatu Akwilei. Rok później Eugeniusz IV kreował go kardynałem prezbiterem S. Lorenzo in Damaso i mianował kamerlingiem Świętego Kościoła Rzymskiego. W 1440 w bitwie pod Anghiarri pokonał mediolańskiego kondotiera Niccoló Piccini. Popierał Eugeniusza IV w sporze z antypapieżem Feliksem V – jego bezpośrednim adwersarzem był polski kardynał obediencji bazylejskiej Aleksander, również mianowany (przez antypapieża) patriarchą Akwilei. W latach 1442–1443 legat w Marchii Ankońskiej. W 1443 pomagał Eugeniuszowi IV w przywróceniu porządku w Rzymie. W latach 1443–1444 uczestniczył w negocjacjach Stolicy Apostolskiej z królem Alfonsem Aragońskim w sprawie królestwa Neapolu. Administrator diecezji Bolonia 1443-1444, biskup opactwa SS. Trinita di Cava od 1444 aż do śmierci. Po wyborze Mikołaja V w 1447 uczestniczył w legacji do króla Neapolu. W 1452 papież powierzył mu wizytację rzymskich kościołów. Opat komendatoryjny Monte Cassino od 1454.
W latach 1455–1459 był admirałem floty papieskiej i legatem na wyspy Morza Śródziemnego. Odniósł wiele zwycięstw nad flotą turecką, odzyskując m.in. Lemnos, Samotrakę i Thasos, jednak później sprzeciwiał się kontynuowaniu krucjaty przeciw Turkom. W styczniu 1465 został kardynałem-biskupem Albano, zachowując patriarchat akwilejski oraz opactwo Cava in commendam. Był bardziej żołnierzem niż duchownym, zgromadził ogromne bogactwo i słynął z życia w luksusie. Ufundował remont katedry w Akwilei oraz swojego tytularnego kościoła S. Lorenzo in Damaso, sfinansował też budowę kilku akweduktów. Swój ogromny majątek zapisał Kościołowi i krewnym. Zmarł w nocy z 21 na 22 marca 1465.